# نائلة كبير
نائلة كبير ( (بالبنغالية: নায়লা কবির)‏ </link> ; من مواليد 28 يناير 1950)  مختصة في الاقتصاد الاجتماعي هي بريطانية مولودة في بنجلاديش ، أستاذ في كلية لندن للاقتصاد . شغلت منصب رئيسة الرابطة الدولية للاقتصاد النسوي (IAFFE) من 2018 إلى 2019. وهي عضو في لجنة تحرير مجلات مثل Feminist Economist ، و Development and Change ، و Gender and Development ، و Third World Quarterly ، والمجلة الكندية لدراسات التنمية [الإنجليزية] .  وهي تعمل في المقام الأول على قضايا الفقر والنوع الاجتماعي والسياسة الاجتماعية. و بهذا تكون اهتماماتها البحثية شاملة للنوع الاجتماعي، والفقر، والإقصاء الاجتماعي، والحماية الاجتماعية، وأسواق العمل وسبل العيش،مع التركيز على جنوب شرق وجنوب آسيا.

## المهنة
ولدت كبيرة في كلكتا ، ولاية البنغال الغربية ، الهند ، لكن عائلتها هاجرت إلى ولاية البنغال الشرقية ( بنغلاديش الآن) بعد فترة وجيزة. ذهبت إلى المدرسة في دير لوريتو في شيلونج في الهند. وفي عام 1969، جاءت إلى المملكة المتحدة لمواصلة التعليم. لقد حصلت على درجة البكالوريوس. حصلت على درجة الماجستير في الاقتصاد من كلية لندن للاقتصاد. حصلت على درجة الدكتوراه في الاقتصاد من جامعة كوليدج لندن ثم عادت إلى كلية لندن للاقتصاد للحصول على درجة الدكتوراه. أكملت درجة الدكتوراه. في عام 1985. قامت كبيرة بعملها الميداني للحصول على درجة الدكتوراه في قرية في بنغلاديش.

## العمل المهني
حصلت نائلة في عام 1985 على زمالة بحثية في معهد دراسات التنمية في ساسكس وأصبحت فيما بعد زميلًا أستاذًا. وفي عام 2010، انضمت إلى كلية الدراسات الشرقية والأفريقية بجامعة لندن كأستاذة لدراسات التنمية. وفي عام 2013، انضمت إلى معهد النوع الاجتماعي في كلية لندن للاقتصاد والعلوم السياسية كأستاذة في النوع الاجتماعي والتنمية الدولية، حيث تعمل منذ ذلك الحين. كان كبير أستاذًا لكريستين هيسيلجرين في جامعة جوتنبرج بالسويد في الفترة ما بين 2004-2005 وكبير الباحثين في المكتب الإقليمي لمركز أبحاث التنمية الدولية في جنوب آسيا بين عامي 2005 و2006  عملت أيضًا كزميلة أبحاث أولى في وزارة التنمية الدولية بالمملكة المتحدة في الفترة من 2009 إلى 2010. وهي لا تزال زميلة فخرية في معهد دراسات التنمية في ساسكس.
كان كبير نشطًا في تطوير أطر ومنهجيات لدمج الاهتمامات المتعلقة بالنوع الاجتماعي في السياسات والتخطيط. وهي خبيرة في الاقتصاد الاجتماعي وتعمل في المقام الأول على قضايا الفقر والجنس والسياسة الاجتماعية.
قامت نائلة بالمشاركة في تطوير أطر ومنهجيات لدمج الاهتمامات المتعلقة بالجنسين في السياسات والتخطيط و أصبح لديها خبرة في التدريب والعمل الاستشاري مع الحكومات والوكالات الثنائية والمتعددة الأطراف والمنظمات غير الحكومية  (بما في ذلك منظمة أوكسفام ، ومنظمة أكشن إيد ، والمنظمة الدولية للمرأة من أجل المرأة ،  براك ، برادان ونيجيرا كوري). وكذلك لعدد من وكالات التنمية الدولية (بما في ذلك برنامج الأمم المتحدة الإنمائي، اليونيسيف ، البنك الدولي ، هيئة الأمم المتحدة للمرأة ،  والوكالة السويدية للتنمية الدولية)،  وقيادة الدفاع الجوي لأمريكا الشمالية (نوراد). و ديفد. وهي أيضًا عضو في مجلس إدارة برنامج حقوق المرأة التابع لمؤسسات المجتمع المفتوح، التابع للمركز الدولي لأبحاث المرأة، وهو لجنة استشارية لبرنامج الأعمال الأفضل التابع لمنظمة العمل الدولية .
ألفت كبير العديد من الكتب والمنشورات الصحفية. وهي مؤلفة كتاب "الحقائق المعكوسة: التسلسل الهرمي بين الجنسين في فكر التنمية "، فيرو، 1994 و "القدرة على الاختيار: المرأة البنغلاديشية وقرارات سوق العمل في لندن ودكا ، فيرسو 2000  تعاونت مع معهد الأمم المتحدة لبحوث التنمية الاجتماعية في برنامج الآثار الاجتماعية للعولمة وكتبت ثلاث أوراق بحثية:
- النوع الاجتماعي والتحول الديموغرافي واقتصاديات حجم الأسرة: السياسة السكانية للتنمية التي تركز على الإنسان في عام 1996
- شروط وعواقب الاختيار: تأملات في قياس تمكين المرأة في عام 1999؛
- ترك حقول الأرز وليس الريف: المساواة بين الجنسين وتنويع سبل العيش والنمو لصالح الفقراء في المناطق الريفية في فيتنام في عام 2000.

بالنسبة لبرنامج النوع الاجتماعي والتنمية التابع لمعهد الأمم المتحدة لبحوث التنمية المستدامة، شاركت في تحرير كتاب روتليدج/معهد الأمم المتحدة لبحوث التنمية
- وجهات نظر عالمية حول المساواة بين الجنسين: عكس النظرة في عام 2007.[9][12]

عملت كبير مع شعبة الأمم المتحدة للنهوض بالمرأة (DAW) كمؤلفة رئيسية للمسح العالمي حول المرأة والتنمية في عام 2009. بالنسبة لبرنامج السياسة الاجتماعية والتنمية التابع لمعهد الأمم المتحدة لبحوث التنمية المستدامة، شاركت في تحرير مجلد آخر من روتليدج/معهد الأمم المتحدة لبحوث التنمية المستدامة بعنوان
- "الحماية الاجتماعية كسياسة تنمية: وجهات نظر آسيوية" في عام 2010.[9]

تشغل كبير حاليا:
- عضوية لجنة التحرير الاستشارية لمجلس إدارة أمانة المراجعة النسوية.[7][8]
- عضوية في اللجنة الاستشارية للعمل الأفضل.[11]

كما تشارك حاليًا
- في إجراء أبحاث حول استراتيجيات الحماية الاجتماعية والنضال من أجل المواطنة بين العاملين في الاقتصاد غير الرسمي.[6]
- في الأبحاث الممولة من ERSC-DIFD حول ديناميكيات النوع الاجتماعي وسوق العمل في بنغلاديش والهند.